# ملعب كشمان فيلد
ملعب كشمان فيلد (بالإنجليزية: Cashman Field)‏ هو ملعب متعدد الاختصاصات موجود في مدينة لاس فيغاس في ولاية نيفادا الأمريكية يتسع لنحو 9.300 متفرج وهو يستعمل كذلك من نادي لاس فيغاس لايتس لكرة القدم.